# Coamacingo
Coamacingo är en ort i Mexiko.   Den ligger i kommunen Chilapa de Álvarez och delstaten Guerrero, i den sydöstra delen av landet, 220 km söder om huvudstaden Mexico City. Coamacingo ligger 2 059 meter över havet och antalet invånare är 413.
Terrängen runt Coamacingo är kuperad åt nordost, men åt sydväst är den bergig. Runt Coamacingo är det ganska glesbefolkat, med 43 invånare per kvadratkilometer. Närmaste större samhälle är Ixcatla, 6,6 km väster om Coamacingo. I omgivningarna runt Coamacingo växer huvudsakligen savannskog.